# مارت نوت
مارت نوت (استونیایی: Mart Nutt; ۲۱ مارس ۱۹۶۲ – ۲ ژوئن ۲۰۱۹) سیاستمدار و نماینده مجلس اهل استونی بود.